# Трухильо (комарка)
Трухильо (исп. Comarca de Trujillo)  — район (комарка) в Испании, входит в провинцию Касерес в составе автономного сообщества Эстремадура.

## Муниципалитеты
1. Абертура
2. Алькольярин
3. Ла-Альдеа-дель-Обиспо
4. Альдеасентенера
5. Альмоарин
6. Кампо-Лугар
7. Конкиста-де-ла-Сьерра
8. Эскуриаль
9. Гарсиас
10. Эргихуэла
11. Ибаэрнандо
12. Харайсехо
13. Ла-Кумбре
14. Мадроньера
15. Миахадас
16. Пуэрто-де-Санта-Крус
17. Робледильо-де-Трухильо
18. Санта-Крус-де-ла-Сьерра (Касерес)
19. Торресильяс-де-ла-Тьеса
20. Трухильо (Касерес)
21. Вильямесиас
22. Сорита